# Форт-Сенека (Огайо)
Форт-Сенека (англ. Fort Seneca) — переписна місцевість (CDP) в США, в окрузі Сенека штату Огайо. Населення — 230 осіб (2020).

## Географія
Форт-Сенека розташований за координатами 41°12′16″ пн. ш. 83°10′5″ зх. д. / 41.20444° пн. ш. 83.16806° зх. д. (41.204328, -83.167968).  За даними Бюро перепису населення США в 2010 році переписна місцевість мала площу 1,62 км², уся площа — суходіл.

## Демографія
Згідно з переписом 2010 року, у переписній місцевості мешкали 254 особи в 104 домогосподарствах у складі 77 родин. Густота населення становила 157 осіб/км².  Було 108 помешкань (67/км²).
Расовий склад населення:
| - 98,4 % — білих |

До двох чи більше рас належало 1,2 %. Частка іспаномовних становила 2,0 % від усіх жителів.
За віковим діапазоном населення розподілялося таким чином: 20,5 % — особи молодші 18 років, 61,0 % — особи у віці 18—64 років, 18,5 % — особи у віці 65 років та старші. Медіана віку мешканця становила 46,0 року. На 100 осіб жіночої статі у переписній місцевості припадало 92,4 чоловіків;  на 100 жінок у віці від 18 років та старших — 90,6 чоловіків також старших 18 років.
Середній дохід на одне домашнє господарство  становив 58 153 долари США (медіана — 53 281), а середній дохід на одну сім'ю — 62 506 доларів (медіана — 54 844). За межею бідності перебувало 1,9 % осіб, у тому числі 0,0 % дітей у віці до 18 років та 0,0 % осіб у віці 65 років та старших.
Цивільне працевлаштоване населення становило 101 осіб. Основні галузі зайнятості: освіта, охорона здоров'я та соціальна допомога — 24,8 %, виробництво — 15,8 %, науковці, спеціалісти, менеджери — 10,9 %, роздрібна торгівля — 9,9 %.